# Zenão de Tarso
Zenão de Tarso, em grego:  Ζήνων, (fl. 200 a.C.) foi um filósofo estoico.
Foi aluno de Crisipo de Solis, e quando este morreu por volta de 206 a.C., sucedeu-o tornando-se o quarto líder da escola estoica em Atenas.
De acordo com Diógenes Laércio, escreveu muito poucos livros, mas deixou um grande número de discípulos. Do pouco que se sabe sobre a sua visão filosófica, sabe-se que seria um estoico ortodoxo, mas duvidava da doutrina da conflagração do universo. Isto era uma modificação considerável da teoria física dos estoicos, que diziam que o universo se dissolvia periodicamente em fogo.
Não é conhecida a data da sua morte. Que lhe sucedeu como líder da escola estoica foi Diógenes da Babilónia.